# Emil Jannings

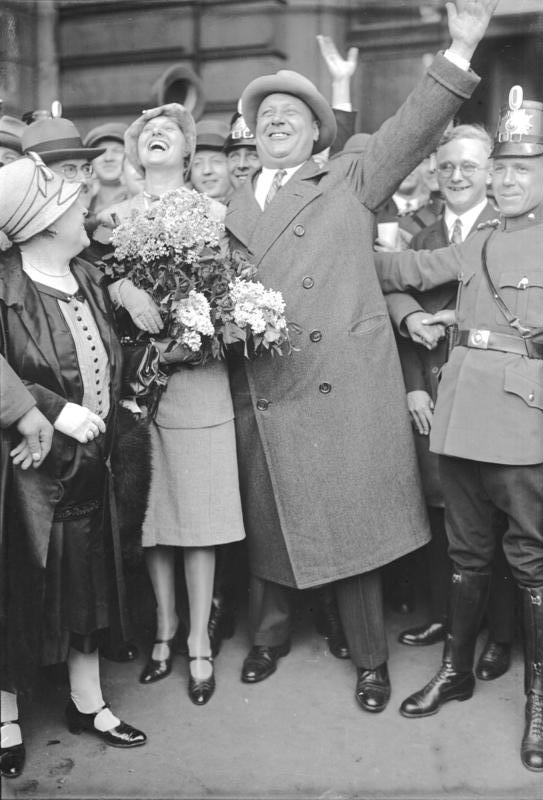
Jannings 1929-es hazatérése

Emil Jannings (Rorschach, Svájc, 1884. július 23. – Strobl, Ausztria, 1950. január 2.) Oscar-díjas német színész.
Jannings a némafilm korszak legjobb színészei közé tartozott. Hollywoodi kitérője során Oscar-díjat is nyert. Később visszatért Németországba, ahol Adolf Hitler hatalomra kerülése után a Harmadik Birodalom ünnepelt művészei között foglalt helyet.

## Fiatalkora
Theodor Friedrich Emil Janenz néven látta meg a napvilágot Svájcban egy amerikai német apa és orosz származású német anya gyermekeként. A család rövidesen a németországi Görlitzbe költözött, ahol a színházi pályafutása is elkezdődött. Brémában és Lipcsében is dolgozott mielőtt Berlinbe került vola Max Reinhardt színtársulatához.

## Némafilmek
1922-ben találkozott Friedrich Wilhelm Murnauval, akivel gyümölcsöző filmes kapcsolatba került. Először egy Othello feldolgozásban szerepelt, majd Az utolsó emberben. 1925-ben a Tartuffe címszerepében volt látható, majd egy évvel később az Ördögöt alakította a Murnau egyik leghíresebb munkájában, a Faustban.
Hollywoodi karrierje is sikeresen indult. Az első Oscar ceremónián Jannings vehette át a legjobb férfi főszereplőnek járó aranyszobrot a The Way of All Fleshért és A hontalan hősért. A hangosfilmek betörése viszont letörte amerikai karrierjét, mert az erős német akcentusa nehezen volt érthető.
Visszatért Németországba, ahol szerepelt az első jelentős hangos német játékfilmben, a Josef von Sternberg rendezte A kék angyalban Marlene Dietrich partnere volt.

## Nemzetiszocialista érában
A Harmadik Birodalomban több filmben is szerepelt, amely a nemzetiszocializmust népszerűsítette. Többször dolgozott együtt Veit Harlannal, a rendszer hű rendezőjével is. 1941-ben Joseph Goebbels propagandaminiszter Az Állam Művésze díjra is nevezte.
Marlene Dietrich, akivel korábban jó kapcsolatokat ápolt, ezért a tevékenységéért meggyűlölte őt és mély megvetéssel kezelte.
Jannings náci-propagandához kötődő filmjei színvonaluk tekintetében nagyban alulmúlták a korábbi sikerfilmjeit, inkább keltették statikus színpadi előadások lefilmezését, habár Jannings valamelyest megőrizte humoros oldalát.
A második világháború és a német vereség után már nem kapott semmilyen színészi munkát, amit az előző rendszerben betöltött helyével indokoltak.

## Visszavonulása és halála
1945-ben kényszerű visszavonulása után Ausztriába költözött Salzburg mellé. 1947-ben megkapta az osztrák állampolgárságot is. 1950-ben hunyt el 65 évesen májrákban. Az Oscar-díja ma a berlini Filmmúzeumban tekinthető meg.

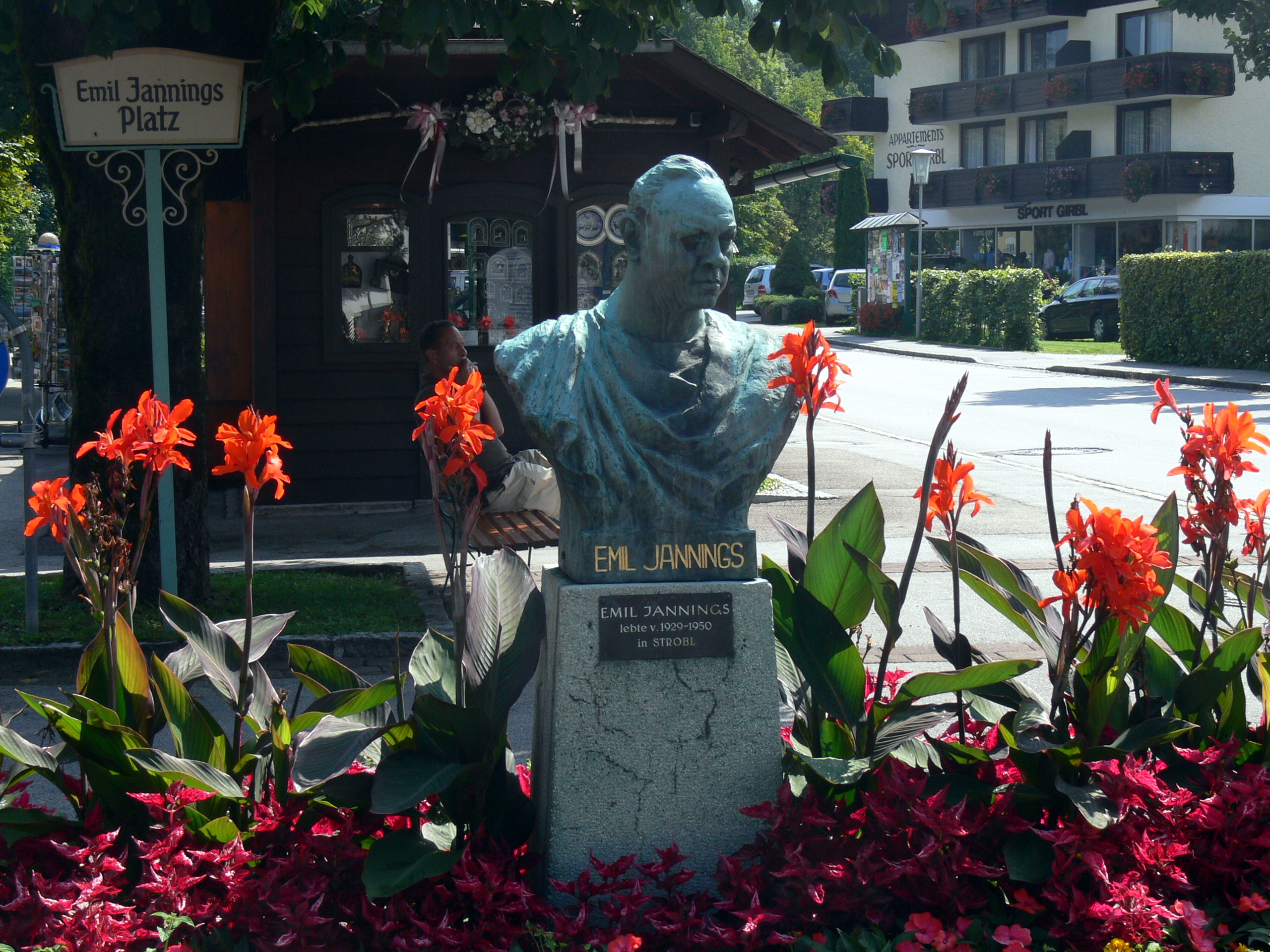
Emlékműve az ausztriai Stroblban

## Fontosabb filmjei
- 1924 - Az utolsó ember (Der letzte Mann) - Hotelportás
- 1925 - Varieté  - Huller
- 1925 - Tartuffe  - Tartuffe
- 1926 - Faust - Mephisto
- 1927 - The Way of All Flesh - August Schilling
- 1928 - A hontalan hős (The Last Command) - Dolgorucki tábornok
- 1930 - A kék angyal (Der blaue Engel) - Prof. Immanuel Rath
- 1937 - Az uralkodó (Der Herrscher) - Matthias Clausen
- 1939 - Robert Koch, a halál legyőzője (Robert Koch, der bekämpfer des Todes) - Dr. Robert Koch
- 1941 - Kruger apó (Ohm Kruger) - Kruger apó
- 1942 - Az elbocsátás (Die Entlassung) - Bismarck

## Díjak és jelölések
Oscar-díj
- díj: legjobb férfi főszereplő - The Way of All Flesh, A hontalan hős (1929)

Velencei Nemzetközi Filmfesztivál
- díj: legjobb férfi főszereplő - Az uralkodó (1937)

## Fordítás
- Ez a szócikk részben vagy egészben  az   Emil_Jannings című angol Wikipédia-szócikk fordításán alapul.  Az eredeti cikk szerkesztőit annak laptörténete sorolja fel. Ez a jelzés csupán a megfogalmazás eredetét és a szerzői jogokat jelzi, nem szolgál a cikkben szereplő információk forrásmegjelöléseként.